# Dryadillo rectifrons
Dryadillo rectifrons is een pissebed uit de familie Armadillidae. De wetenschappelijke naam van de soort is voor het eerst geldig gepubliceerd in 1898 door Dollfus.